# Четверик Ігор Миколайович
Ігор Миколайович Четверик, (нар. 2 червня 1965) — радянський та український футболіст, що грав на позиції нападника. Відомий насамперед за виступами в клубі «Десна» з Чернігова, за який він зіграв 240 матчів у чемпіонатах СРСР та України.

## Клубна кар'єра
Ігор Четверик розпочав виступи в командах майстрів у 1987 році у складі команди другої ліги СРСР «Десна» з Чернігова, з 1992 року грав у складі команди вже в української першої ліги. У складі команди грав до середини 1994 року, зіграв у її складі загалом 240 матчів чемпіонату, обирався капітаном команди. У середині 1994 року Четверик перейшов до складу іншої команди першої ліги «Дніпро» з Черкас, в якій грав до кінця року. У сезоні 1995—1996 років футболіст грав у складі аматорської команди «Факел» з Варви. На початку 1997 року Ігор Четверик знову став гравцем черкаської команди, яка на той час виступала під назвою «Черкаси», і вкінці 1998 року в її складі завершив виступи на футбольних полях. У 2010—2011 роках Четверик також грав у складі київського футзального клубу «Сіріус».